# 克拉斯諾卡緬斯克
克拉斯諾卡緬斯克（Краснока́менск）是外貝加爾邊疆區的一個城鎮，距首府赤塔東南535公里，離中國邊境不遠。2002年人口55,920人。
當地有俄國最大的鈾礦。

## 姐妹城市
- 中华人民共和国滿洲里